# Otterskirchen
Otterskirchen ist ein Gemeindeteil des Marktes Windorf und eine Gemarkung im niederbayerischen Landkreis Passau.

## Lage
Das Pfarrdorf liegt auf einem Bergrücken nördlich der Donau etwa vier Kilometer östlich von Windorf. 

## Geschichte
Otterskirchen entstand schon um das Jahr 800. Im Jahr 1165 wird es erstmals urkundlich erwähnt, als ein Walther de Otakerskirchen beim Kloster Vornbach als Zeuge erscheint. Mit der Grafschaft Windberg kam es 1207 durch Kauf zum Hochstift Passau und hatte meist den Rang einer Hofmark. Von 1227 an bis zu deren Aussterben im Jahr 1375 besaßen die Grafen von Hals das Lehen, danach verschiedene Herren. 
1622 ist mit Johann Groß der erste Schulmeister urkundlich belegt. Im Dreißigjährigen Krieg wurde Otterskirchen 1634 durch die Schweden geplündert, nach Kriegsende fielen 1649 in der Pfarrei 482 Menschen der Pest zum Opfer. 1690 kaufte Fürstbischof Johann Philipp Graf von Lamberg das Lehen von Georg Adolph Graf von Tattenbach für das Hochstift Passau zurück.
Das alte Schulhaus entstand 1796. Nach der Säkularisation kam Otterskirchen zu Bayern und wurde 1807 Steuerdistrikt und 1818 eine Gemeinde. 1887 erbaute die Sektion Ebersberg des Bayerischen Wald-Vereins den Aussichtsturm auf dem Ebersberg. 1921 wurde das Kriegerdenkmal errichtet, 1937 der Sportplatz. Wegen regimekritischer Äußerungen in der Zeit des Nationalsozialismus wurde Pfarrer Ludwig Mitterer zum Tod verurteilt und am 1. November 1943 im Zuchthaus Brandenburg-Görden hingerichtet.
Nach Kriegsende nahm der damals etwa 1200 Einheimische zählende Ort 1080 Heimatvertriebene und Flüchtlinge auf. 1950 erhielt Otterskirchen eine Straßenbeleuchtung, 1954 wurde das neuerbaute Schulhaus eingeweiht, 1958 die erste Asphaltstraße angelegt. Bekannt wurde die Gemeinde 1969 durch einen Meteoritenfall. Im Rahmen der Gebietsreform in Bayern kam die Gemeinde Otterskirchen am 1. Januar 1975 zur Gemeinde Windorf.
Seit 1946 findet in der Pfarrkirche St. Michael alljährlich ein Gedenkgottesdienst für die bei der Ausübung ihres Dienstes ums Leben gekommenen Polizeibeamten der Polizeipräsidien Niederbayern und Oberpfalz (bis 2009 des Polizeipräsidiums Niederbayern/Oberpfalz) statt.
Der Gottesdienst findet immer Ende März oder Anfang April statt und ist insbesondere dem Gedenken des Gendarmen Sebastian Schütz gewidmet, der am 1. April 1878 in Otterskirchen von einem Schwerverbrecher getötet wurde und auch am örtlichen Friedhof begraben liegt.

## Sehenswürdigkeiten

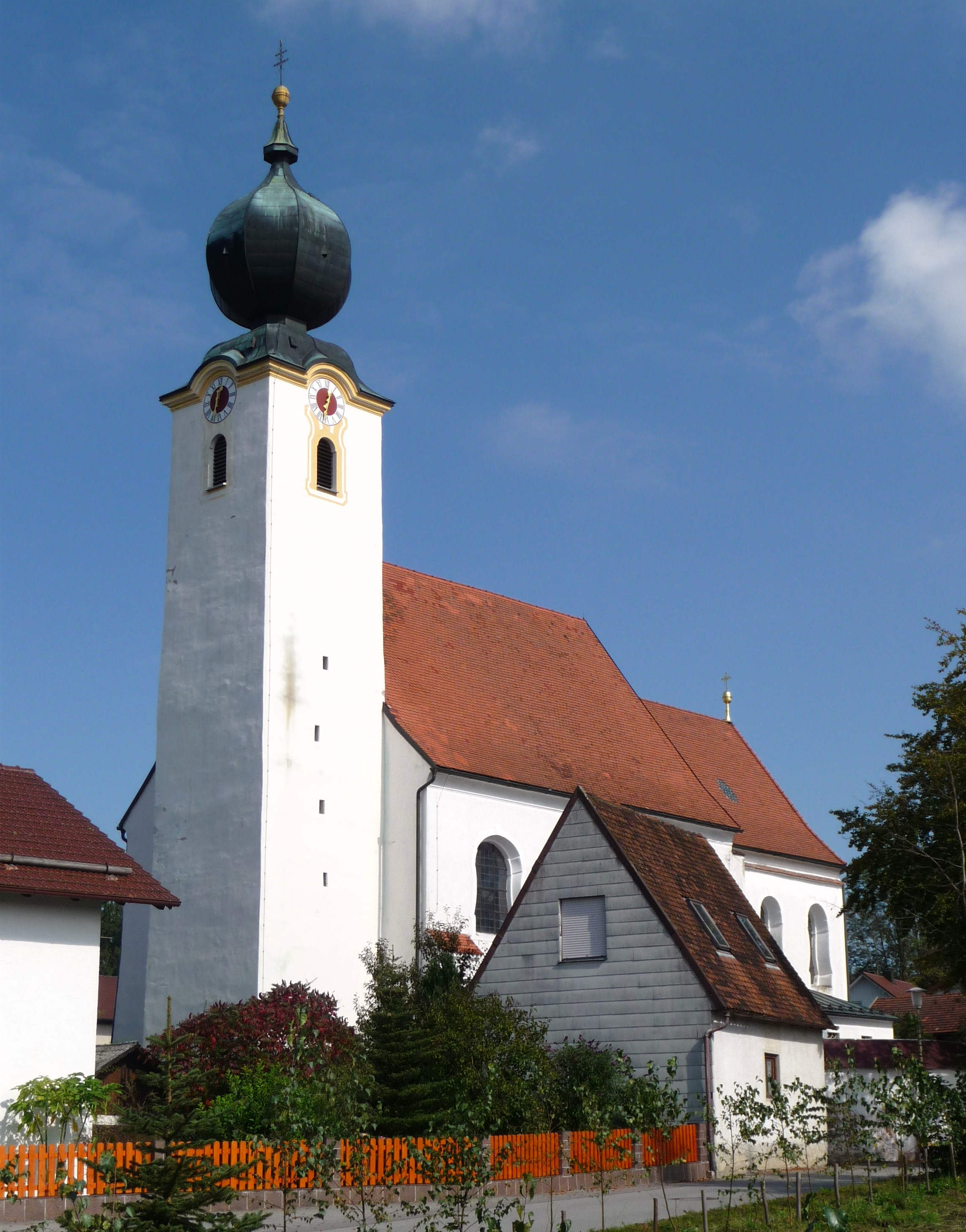
Die Pfarrkirche St. Michael

- Die Pfarrkirche St. Michael hat einen gotischen Chor. 1712 erhielt die Kirche ihren Akanthusaltar, 1744 ihre Zwiebelkuppe. Im Jahr 1763 wurde das Langhaus der ins 12. Jahrhundert zurückreichenden romanischen Kirche durch Johann  Goldberger im Stil des Barock umgebaut.

## Vereine
- FC Otterskirchen (gegründet 1962)
- WSV Otterskirchen (gegründet 1983)
- Freiwillige Feuerwehr Otterskirchen (gegründet 1874)
- KSRV Otterskirchen (gegründet 1854)
- VdK Otterskirchen
- Theatergruppe Otterskirchen
- Vorwaldschützen Otterskirchen
- Dartverein Stachus Tornados Otterskirchen
- Frauenbund Otterskirchen.